# Tácita
Para os antigos romanos, Tácita era a deusa do silêncio e da virtude. Ela protege contra os perigos da inveja e das palavras maliciosas que carregam considerável energia negativa.
Os romanos consagravam a essa deusa o dia 20 de fevereiro.

## Uso do termo no direito
No direito, uma "revogação tácita" ocorre quando um texto de lei ou norma não tem mais utilidade ou aplicação prática e, mesmo sem ser expressamente cancelada, não é mais usada para as finalidades para as quais foi editada. 
Não expresso de modo formal.
Que não se pode traduzir por palavras; calado.
Que está subentendido e, por isso, não precisa ser dito.
Que não se mostra; oculto.